# Bristolská univerzita
Bristolská univerzita, anglicky: University of Bristol, je anglická veřejná výzkumná univerzita v Bristolu. Založena byla roku 1909, patří tedy k tzv. červenocihlovým univerzitám, které byly zakládány v 19. století a na začátku 20. století v britských průmyslových centrech. Hlásí se však také k tradici Merchant Venturers School, jež vznikla roku 1595. Patří do tzv. Russell Group (pojmenované podle hotelu Russell na Russell Square v Londýně, kde se uskutečnilo první neformální jednání skupiny), která sdružuje výzkumné britské univerzity a hájí jejich zájmy. Podle Šanghajského žebříčku, který hierarchizuje světové vysoké školy dle jejich kvality, je Bristolská univerzita 78. nekvalitnější univerzitou na světě a osmou nejlepší v Británii. Je rozdělena na šest fakult. Hlásí se k devíti laureátům Nobelovy ceny (např. Paul Dirac). Premiér Winston Churchill byl kancléřem této univerzity v letech 1929–1965. V roce 2020 na ní studovalo 27 375 studentů.